# Struthanthus attenuatus
Struthanthus attenuatus är en tvåhjärtbladig växtart som först beskrevs av Johann Baptist Emanuel Pohl, och fick sitt nu gällande namn av August Wilhelm Eichler. Struthanthus attenuatus ingår i släktet Struthanthus och familjen Loranthaceae. Inga underarter finns listade i Catalogue of Life.